# Bram van Driel
Bram van Driel (28 maggio 2005) è un calciatore olandese, centrocampista del Volendam.

## Carriera
van Driel è cresciuto nei settori giovanili di Ajax ed Utrecht per poi passare al Volendam nel 2023. Ha debuttato in prima squadra il 2 novembre nell'incontro di Eredivisie perso 2-0 contro l'Ajax.

## Statistiche

### Presenze e reti nei club
Statistiche aggiornate al 15 dicembre 2023.
| Stagione        | Squadra         | Campionato      | Campionato | Campionato | Coppe nazionali | Coppe nazionali | Coppe nazionali | Coppe continentali | Coppe continentali | Coppe continentali | Altre coppe | Altre coppe | Altre coppe | Totale | Totale | Totale |
| Stagione        | Squadra         | Comp            | Pres       | Reti       | Comp            | Pres            | Reti            | Comp               | Pres               | Reti               | Comp        | Pres        | Reti        | Pres   | Reti   |        |
| --------------- | --------------- | --------------- | ---------- | ---------- | --------------- | --------------- | --------------- | ------------------ | ------------------ | ------------------ | ----------- | ----------- | ----------- | ------ | ------ | ------ |
| 2023-2024       | Volendam        | ED              | 8          | 0          | CO              | 1               | 0               |                    | -                  | -                  |             | -           | -           | 9      | 0      |        |
| Totale carriera | Totale carriera | Totale carriera | 8          | 0          |                 | 1               | 0               |                    | -                  | -                  |             | -           | -           | 9      | 0      |        |